# Genengan (Kawedanan)
Genengan is een bestuurslaag in het regentschap Magetan van de provincie Oost-Java, Indonesië. Genengan telt 2752 inwoners (volkstelling 2010).